# Argument Lucasa-Penrose’a
Argument Lucasa-Penrose’a – argument wykorzystujący twierdzenia Gödla o niezupełności systemów formalnych w celu pokazania, że umysłu nie można wyjaśnić w kategoriach czysto mechanistycznych. Argument został przedstawiony w różnych formach przez samego Kurta Gödla, filozofów: Johna R. Lucasa, Ernesta Nagela i Jamesa R. Newmana oraz fizyka Rogera Penrose’a.

## Argument
W każdym przypadku idea argumentu opiera się na drugim twierdzeniu Gödla. Jeśli można uznać zbiór S twierdzeń arytmetycznych dowodzonych przez system formalny F za zbiór twierdzeń prawdziwych, to na tej samej podstawie należy uznać prawdziwość twierdzenia arytmetycznego równoważnego spójności tego systemu Ω(F), bowiem gdyby system F nie był spójny, to zbiór S obejmowałby dowolne zdanie wyrażalne w F, w tym zdania wzajemnie sprzeczne. Jednak na mocy drugiego twierdzenia Gödla zdanie Ω(F) nie jest wyprowadzalne w F, jeśli jest prawdziwe, zatem nie jest możliwe pokrycie wszystkich funkcji ludzkiego umysłu (w szczególności kryteriów prawdziwości twierdzeń arytmetycznych) za pomocą jakiegokolwiek systemu formalnego F.

## Krytyka
Argument Lucasa-Penrose’a o konsekwencjach twierdzeń Gödla na obliczeniowe teorie umysłu były krytykowane przez matematyków, informatyków i filozofów jako błędne, z różnymi autorami adresującymi różne aspekty argumentu.
Sam Gödel twierdził, że mózg człowieka może być rozważany jako sprzeczna maszyna Turinga przez co nie musi spełniać twierdzeń Gödla. 